# Leigh (Nebraska)
Leigh é uma vila localizada no estado americano de Nebraska, no Condado de Colfax.

## Demografia
Segundo o censo americano de 2000, a sua população era de 442 habitantes.
Em 2006, foi estimada uma população de 418, um decréscimo de 24 (-5.4%).

## Geografia
De acordo com o United States Census Bureau, a localidade tem uma área de 1,6 km², sem área coberta por água. Leigh localiza-se a aproximadamente 489 m acima do nível do mar.

## Localidades na vizinhança
O diagrama seguinte representa as localidades num raio de 24 km ao redor de Leigh.